# Andarab (huyện)
Andarab là một huyện thuộc tỉnh Baghlan, Afghanistan. Dân số thời điểm năm 1999 là 46,938 người.